# Ten Hert
Ten Hert, ook wel Het Hertenhuis en Ten Hart genoemd, is een stadskasteel in de Nederlandse stad Utrecht.
Dit grote stenen weerbare huis aan de Oudegracht 86 is mogelijk in de 13e eeuw gebouwd. De eerste vermelding dateert uit 1316 met als bewoner Beernt ten Hert. Onder het huis bevindt zich een huiskelder, een werfkelder is daaraan wat later toegevoegd, mogelijk in de 14e eeuw. Gaandeweg is het huis verder uitgebreid en verbouwd, onder meer de voorgevel is in de 18e eeuw fors gewijzigd. In het eerste kwart van de 19e eeuw is een tuinkamer in empirestijl aan het huis gebouwd. Boven de entree van Ten Hert bevindt zich een verguld hert. Het oorspronkelijke negentiende-eeuwse beeld was gemaakt door Joannes Rijnbout, na vandalisme is het in 1996 vervangen door een replica door Koos Boomstra.